# Torneo Godó 1999
Il Torneo Godó 1999 è stato un torneo di tennis giocato sulla terra rossa..
È stata la 47ª edizione del Torneo Godó,
che fa parte della categoria International Series Gold nell'ambito dell'ATP Tour 1999.
Si è giocato al Real Club de Tenis Barcelona di Barcellona in Spagna, dal 12 al 18 aprile 1999.

## Campioni

### Singolare
Félix Mantilla ha battuto in finale  Karim Alami con il punteggio di 7–6, 6–3, 6–3

### Doppio
Paul Haarhuis /  Evgenij Kafel'nikov hanno battuto in finale  Massimo Bertolini /  Cristian Brandi con il punteggio di 7–5, 6–3